# Montecassino Epitaph
|  | Denne artikel er oprettet af botten Steenthbot ud fra en ekstern database. Den kan derfor have sproglige fejl eller mangler. Denne skabelon kan fjernes efter kontrol af indholdet. |

Montecassino Epitaph er en dansk dokumentarfilm fra 1969 instrueret af Ole Schelde efter eget manuskript.

## Handling
Mod slutningen af 2. verdenskrig udkæmpedes hårde kampe om klosteret Montecassino i Italien. Klostret er nu genopbygget, og filmen er resultatet af et besøg 25 år efter.